# La Chevallerais
La Chevallerais é uma comuna francesa na região administrativa do País do Loire, no departamento de Loire-Atlantique. Estende-se por uma área de 10.23 km². Em 2010 a comuna tinha 1 560 habitantes (densidade: 152,5 hab./km²).